# Associazione Calcio Liguria 1940-1941
Questa voce raccoglie le informazioni riguardanti l'Associazione Calcio Liguria nelle competizioni ufficiali della stagione 1940-1941.

## Rosa
| N. |                   | Ruolo | Calciatore            |
| -- | ----------------- | ----- | --------------------- |
|    | Italia (bandiera) | A     | Angelo Bollano        |
|    | Italia (bandiera) | A     | Gino Callegari        |
|    | Italia (bandiera) | A     | Giulio Cappelli       |
|    | Italia (bandiera) | C     | Mario Celoria         |
|    | Italia (bandiera) | A     | Giuseppe Chiesa       |
|    | Italia (bandiera) | D     | Emilio Gattoronchieri |
|    | Italia (bandiera) | P     | Luciano Gisberti      |
|    | Italia (bandiera) | C     | Pietro Magni          |
|    | Italia (bandiera) | D     | Ausilio Merlo         |
|    | Italia (bandiera) | A     | Angelo Meroni         |
|    | Italia (bandiera) | D     | Aldo Parena           |

| N. |                    | Ruolo | Calciatore          |
| -- | ------------------ | ----- | ------------------- |
|    | Italia (bandiera)  | C     | Pietro Pastorino    |
|    | Uruguay (bandiera) | C     | Cecilio Pisano      |
|    | Italia (bandiera)  | P     | Vittorio Profumo    |
|    | Italia (bandiera)  | A     | Giovanni Riccardi   |
|    | Italia (bandiera)  | D     | Italo Scorza        |
|    | Italia (bandiera)  | D     | Andrea Signoretto   |
|    | Italia (bandiera)  | A     | Giuseppe Spinola    |
|    | Italia (bandiera)  | A     | Benedetto Stella    |
|    | Italia (bandiera)  | C     | Francesco Tortarolo |
|    | Italia (bandiera)  | D     | Mario Zanni         |

## Risultati

### Serie B

#### Girone di andata
| Arbitro: | Curradi (Firenze) |

|            |           |             |
| Bollano 3’ | Marcatori | 40’ Zuliani |

| Arbitro: | Limido (Milano) |

|                              |           |                             |
| Zanetti 20’, 56’, 66’ (rig.) | Marcatori | 43’ Magni ?’ (aut.) Foletto |

| Arbitro: | Viarengo (Asti) |

|                        |           |  |
| Celoria 14’ Meroni 35’ | Marcatori |  |

| Arbitro: | Siino (Palermo) |

|                       |           |             |
| Milli 15’ Belelli 18’ | Marcatori | 84’ Celoria |

| Arbitro: | Bianchi (La Spezia) |

|                         |           |            |
| Barbon 75’ Camolese 80’ | Marcatori | 48’ Meroni |

| Arbitro: | Carpani (Milano) |

|                         |           |            |
| Celoria 36’ Bollano 61’ | Marcatori | 81’ Foglia |

| Arbitro: | Coletti (Treviso) |

|                      |           |                                        |
| Castigliano 20’, 55’ | Marcatori | 48’ Meroni 56’ (rig.) Stella 79’ Magni |

| Arbitro: | Bellè (Venezia) |

|                                               |           |                          |
| Stella 39’ (rig.), 63’, 87’ (rig.) Meroni 69’ | Marcatori | ?’ (aut.) Gattoronchieri |

| Arbitro: | Mazza (Torre del Greco) |

|              |           |                           |
| Marchini 26’ | Marcatori | 8’, 36’ Magni 85’ Celoria |

| Arbitro: | Pizziolo (Firenze) |

|                                         |           |                    |
| Bollano 5’ Stella 29’ (rig.) Meroni 58’ | Marcatori | 35’, 57’ D'Odorico |

| Arbitro: | Curradi (Firenze) |

|                     |           |                               |
| Malagoli 86’ (rig.) | Marcatori | 78’ (rig.) Stella 80’ Bollano |

| Arbitro: | Bianchi (La Spezia) |

|                                   |           |  |
| Meroni 40’ Celoria 47’ Stella 57’ | Marcatori |  |

| Arbitro: | Galletti |

|                           |           |                                 |
| Gattoronchieri 63’ (aut.) | Marcatori | 31’ Bollano 39’ Zanni 74’ Magni |

| Arbitro: | Silvano (Torino) |

|                                         |           |  |
| Stella 55’ (rig.) Magni 65’ Bollano 86’ | Marcatori |  |

| Arbitro: | Camiolo (Milano) |

|              |           |  |
| Bramanti 85’ | Marcatori |  |

| Arbitro: | Mattea (Torino) |

|             |           |              |
| Bollano 37’ | Marcatori | 60’ Traversa |

| Arbitro: | Donati (Milano) |

|             |           |  |
| Gambini 42’ | Marcatori |  |

#### Girone di ritorno
| Arbitro: | Biancone (Roma) |

|           |           |                                   |
| Costa 52’ | Marcatori | 2’ Spinola Bollano Meroni Celoria |

| Arbitro: | Pizziolo (Firenze) |

|                                      |           |             |
| Scorza 57’ Celoria 62’ Callegari 66’ | Marcatori | 12’ Cecconi |

| Arbitro: | Mazza (Napoli) |

|                                           |           |                      |
| Uneddu 35’ Spadoni 60’ Sentimenti III 90’ | Marcatori | 14’ Magni 82’ Meroni |

| Arbitro: | Sorbi (Firenze) |

|                                                        |           |              |
| Stella 5’ Magni 38’, 43’ Callegari 67’ Meroni 71’, 73’ | Marcatori | 65’ Trillini |

| Genova 9 marzo 1941 22ª giornata | Liguria          | 0 – 0 referto | Vicenza | Stadio del Littorio\| Arbitro: \| Bogetti (Torino) \| |
| Arbitro:                         | Bogetti (Torino) |               |         |                                                       |

| Arbitro: | Conticini (Firenze) |

|            |           |                                   |
| Foglia 33’ | Marcatori | 2’ Celoria 16’ Meroni 56’ Bollano |

| Arbitro: | Zavattaro (Casale Monferrato) |

|                                       |           |                |
| Callegari Celoria 54’, 74’ Meroni 89’ | Marcatori | 6’ Castigliano |

| Arbitro: | Gamba (Napoli) |

|  |           |                   |
|  | Marcatori | 43’ (rig.) Stella |

| Arbitro: | Limido (Milano) |

|        |           |  |
| Stella | Marcatori |  |

| Udine 13 aprile 1941 27ª giornata | Udinese            | 0 – 0 referto | Liguria | Stadio Moretti\| Arbitro: \| Carminati (Milano) \| |
| Arbitro:                          | Carminati (Milano) |               |         |                                                    |

| Arbitro: | Dellarole (Roma) |

|                        |           |  |
| Bollano 15’ Pisano 36’ | Marcatori |  |

| Arbitro: | Fois (Roma) |

|                          |           |                              |
| Torti 6’, 10’ Varoli 88’ | Marcatori | 2’, 9’, 52’ Magni 74’ Meroni |

| Arbitro: | Mattea (Torino) |

|                      |           |  |
| Meroni 12’ Magni 43’ | Marcatori |  |

| Padova 22 maggio 1941 31ª giornata | Padova          | 0 – 0 referto | Liguria | Stadio Silvio Appiani\| Arbitro: \| Limido (Milano) \| |
| Arbitro:                           | Limido (Milano) |               |         |                                                        |

| Arbitro: | Cambi (Livorno) |

|                       |           |  |
| Zanni 20’ Bollano 35’ | Marcatori |  |

| Arbitro: | Bertolio (Torino) |

|            |           |  |
| Tomasi 75’ | Marcatori |  |

| Arbitro: | Barion (Venezia) |

|                                               |           |  |
| Passalacqua 16’ (aut.) Celoria 21’ Meroni 76’ | Marcatori |  |

### Coppa Italia
| Arbitro: | Bogetti (Torino) |

|                                      |           |  |
| Bollano 21’, 61’ (rig.) Lombardi 48’ | Marcatori |  |

| Arbitro: | Scotto (Savona) |

|                                                                 |           |  |
| Risso 10’ (aut.) Stella 12’, 45’, 54’ Magni 18’, 23’ Meroni 88’ | Marcatori |  |

| Arbitro: | Bernardi (Bologna) |

|                  |           |  |
| Di Benedetti 70’ | Marcatori |  |